# Spálená
Spálená (německy Brenndorf) je malá vesnice, část obce Nový Kostel v okrese Cheb v Karlovarském kraji. Nachází se asi 1,5 kilometru západně od Nového Kostela. Prochází zde silnice II/213. Je zde evidováno 19 adres. V roce 2011 zde trvale žilo 29 obyvatel.
Spálená leží v katastrálním území Nový Kostel o výměře 2,41 km².

## Historie
První písemná zmínka o vesnici pochází z roku 1350.

## Obyvatelstvo
Při sčítání lidu v roce 1921 zde žilo 298 obyvatel, až na jednoho cizozemce všichni německé národnosti. K římskokatolické církvi se hlásilo 296 obyvatel, dva k evangelické.
| Rok            | 1869 | 1880 | 1890 | 1900 | 1910 | 1921 | 1930 | 1950 | 1961 | 1970 | 1980 | 1991 | 2001 | 2011 | 2021 |
| -------------- | ---- | ---- | ---- | ---- | ---- | ---- | ---- | ---- | ---- | ---- | ---- | ---- | ---- | ---- | ---- |
| Počet obyvatel | 349  | 320  | 324  | 320  | 356  | 298  | 353  | 117  | 104  | 94   | 68   | 49   | 45   | 29   | 28   |
| Počet domů     | 52   | 52   | 55   | 55   | 56   | 55   | 55   | 48   | -    | 18   | 15   | 17   | 16   | 17   | 18   |

## Pamětihodnosti
- Dvorec čp. 1